# Pop-punk
Pop punk er en genrebetegnelse for en punk-type, der er kendetegnet ved at kombinere elementer af punk og pop. Typisk er der fokus på at kombinere en poppet melodi med et høj tempo og hurtige akkordskift. Musik karakteriseret som pop punk var især populært omkring årtusindskiftet, men også i 1970'erne var der flere fremtrædende navne, der blev betegnet som pop punk.

## Pop punkens historie
Med deres kærlighed for The Beach Boys og 1960'ernes tyggegummi-pop banede The Ramones vejen for det, der senere blev kendt som pop punk. I de sene 1970'ere begyndte en række engelske punkbands som Buzzcocks og The Undertones at spillere mere poppede melodier kombineret med den hurtige og minimalistisk stil fra Sex Pistols og The Clash. Power-pop bands som The Raspberries og The Nerves havde også flere elementer i deres musik, der fik indflydelse på udviklingen af pop punk-genren. 
I begyndelsen af 1980'erne opstod hardcore-genren som et forsøg på at vende tilbage til punkens rødder. Da hardcore efterhånden udbredtes, begyndte flere bands at gå i den modsatte retning og inkorporerede elementer fra popmusikken. Bands som Bad Religion og NOFX opstod herefter med rødder i det californiske skateboard-miljø.
I 1990'erne så pop punken en betydelig opblomstring. Blandt nyere navne kan nævnes The Offspring og Green Day, der begge startede deres karriere som mere konventionelle punk-bands. Green Days gennembrudsalbum Dookie, der udkom i 1994, var pladen, der for alvor var med til at definere pop punk i 1990'erne og medvirkede til at få genren eksponeret på kommercielle radioer og MTV. The Offspring og albummet Smash udkom få måneder senere og blev det bedst sælgende album på et uafhængigt pladeselskab med mere end 11 millioner eksemplarer solgt. Rancid havde i perioden udsolgte koncerter i gigantiske haller.
I 1999 blev pop punken endnu engang populært med Blink-182 og deres gennembrudsalbum Enema of the State, der var endnu mere radiovenligt og professionelt produceret end Green Day og Offspring. Tidligere fans af Blink-182 anklagede dem dog for at "blødgøre" deres lyd for at opnå kommerciel succes. Efter Blink-182 succes satsede de fleste større pladeselskaber på pop punken, hvilket blandt andet var medvirkende til Good Charlotte og Sum 41s respektive gennembrud. 
| Musik | Spire Denne musikartikel er en spire som bør udbygges. Du er velkommen til at hjælpe Wikipedia ved at udvide den. |